# Jaderná elektrárna Ói
Jaderná elektrárna Ói (japonsky 大飯発電所; Ói hacudenšo) je provozní jaderná elektrárna v Japonsku. Leží na ostrově Honšú v prefektuře Fukui, poblíž města Ói. Jejím vlastníkem a provozovatelem je společnost KEPCO (Kansai Electric Power Co.).

## Historie a technické informace

### Výstavba a uvedení do provozu
Výstavba prvního bloku jaderné elektrárny započala 26. října roku 1972. Připojení k síti proběhlo 23. prosince 1977 a komerční provoz nastal dne 27. března 1979. Druhý blok započal výstavbu 8. prosince 1972. Do sítě byl připojen 11. října 1978 a do komerčního provozu přešel 5. prosince 1979.
Výstavba dalších dvou bloků započala 3. října 1987 a 13. června 1988. Do sítě byly bloky připojeny 7. června 1991 a 19. června 1992. Do komerčního provozu přešly 18. prosince 1991 a 2. února 1993.
V plánu byla stavba dalších dvou bloků, ale jejich realizace je vzhledem k havárii elektrárny Fukušima I pozastavena.

### Zemětřesení a tsunami v Tóhoku 2011
V důsledku zemětřesení a tsunami v Tóhoku v březnu 2011 byly všechny 4 reaktory odstaveny. Dne 19. března 2013 japonský jaderný dozor (NRA) oznámil, že elektrárna bude dovybavena, aby splňovala nejnovější státní normy a mohla být znovu uvedena do provozu. V prosinci 2017 bylo oznámeno, že nejstarší dva bloky se již do provozu nikdy nevrátí, protože jejich modernizace by byla příliš nákladná. Bloky 3 a 4 byly restartovány 14. března 2018 a 9. května 2018.

### Zemětřesení na poloostrově Noto 2024
Elektrárnu dne 1. ledna 2024 zasáhlo zemětřesení o síle 7,4 Richterovy stupnice. Nebylo však ohlášeno žádné poškození.

### Problémy
V prosinci 2005 musel být odstaven jeden z reaktorů v důsledku přerušení elektrického vedení při silné vichřici.
V červenci 2011 došlo k poklesu tlaku na bloku 1 a v důsledku toho byl reaktor ručně odstaven.

## Informace o reaktorech
| Reaktor | Typ reaktoru      | Výkon   | Výkon   | Zahájení výstavby | Připojení k síti | Uvedení do provozu | Uzavření   |
| Reaktor | Typ reaktoru      | Čistý   | Hrubý   | Zahájení výstavby | Připojení k síti | Uvedení do provozu | Uzavření   |
| ------- | ----------------- | ------- | ------- | ----------------- | ---------------- | ------------------ | ---------- |
| Ói-1    | Westinghouse M412 | 1120 MW | 1175 MW | 26. 10. 1972      | 23. 12. 1977     | 27. 3. 1979        | 1. 3. 2018 |
| Ói-2    | Westinghouse M412 | 1120 MW | 1175 MW | 8. 12. 1972       | 11. 10. 1978     | 5. 12. 1979        | 1. 3. 2018 |
| Ói-3    | Mitsubishi M412   | 1127 MW | 1180 MW | 3. 10. 1987       | 7. 6. 1991       | 18. 12. 1991       |            |
| Ói-4    | Mitsubishi M412   | 1127 MW | 1180 MW | 13. 6. 1988       | 19. 6. 1992      | 2. 2. 1993         |            |